# Good News (Lena Meyer-Landrut)
Good News è il secondo album della cantante pop tedesca Lena, pubblicato l'8 febbraio 2011 da Universal.

## Il disco
L'album è stato pubblicato l'8 febbraio 2011 in Austria e Germania. Il 16 settembre dello stesso anno è stata messa in commercio la Platinum Edition dell'album, esclusivamente per il mercato tedesco.

## Tracce
Edizione standard
1. Good News – 3:05 (testo: Audra Mae, Ferras Alqaisi)
2. What Happened To Me – 3:38 (testo: Lena Meyer-Landrut, Raab)
3. A Million and One – 3:11 (Erroll Rennalls, Stavros Ioannou)
4. Maybe – 3:06 (Daniel Schaub, Pär Lammers)
5. I Like You – 2:51 (testo: Rosi Golan, Johnny McDaid)
6. Mama Told Me – 2:51 (testo: Lena Meyer-Landrut, Raab)
7. Push Forward – 3:37 (testo: Daniel Schaub, Pär Lammers)
8. A Good Day – 3:19 (testo: Audra Mae, Todd Wright, Scott Simons)
9. Taken by a Stranger – 3:24 (testo: Gus Seyffert, Nicole Morier, Monica Birkenes)
10. Teenage Girls – 3:13 (testo: Viktoria Hansen, Lili Tarkow-Reinisch, Yacine Azeggagh)
11. That Again – 3:03 (testo: Raab)
12. At All – 3:20 (testo: Aloe Blacc)

Durata totale: 38:38
Platinum Edition
1. What a Man – 2:54 (testo: Cheryl James, Dave Crawford, Hurby "Luv Bug" Azor)
2. Who'd Want to Find Love – 2:57 (testo: Ellie Goulding)
3. I Like to Bang My Head (Live) – 4:29
4. Good News (Live) – 3:24
5. Taken By a Stranger (Live) – 3:37
6. Satellite (Live) – 4:08
7. New Shoes (Live) – 6:08

## Successo commerciale

### Germania
In Germania, Good News ha debuttato direttamente al primo posto, bissando il successo di vendite del precedente album, My Cassette Player, anch'esso entrato alla 1ª posizione. La settimana successiva, Good News è sceso alla 2ª posizione, venendo superato dall'album Charm School, del duo pop svedese Roxette. La settimana seguente, l'album è tornato ad occupare la prima posizione. Inoltre, è rimasto in top 10 per un totale di sei settimane consecutive.
Good News è stato certificato (anche grazie alle vendite della Platinum Edition) disco di platino per le oltre 200 000 copie vendute dalla Bundesverband Musikindustrie.

## Classifiche

### Classifiche settimanali
| Classifica (2011) | Posizione raggiunta |
| ----------------- | ------------------- |
| Austria           | 7                   |
| Germania          | 1                   |
| Svizzera          | 15                  |

### Classifiche di fine anno
| Classifica (2011) | Posizione |
| ----------------- | --------- |
| Germania          | 20        |

## Pubblicazione
| Paese       | Data              | Formato               | Etichetta Discografica | Edizione         |
| ----------- | ----------------- | --------------------- | ---------------------- | ---------------- |
| Austria     | 8 febbraio 2011   | CD, Download digitale | Universal              | Standard Edition |
| Germania    | 8 febbraio 2011   | CD, Download digitale | Universal              | Standard Edition |
| Svizzera    | 11 febbraio 2011  | CD, Download digitale | Universal              | Standard Edition |
| Regno Unito | 28 febbraio 2011  | Download digitale     | Island Records         | Standard Edition |
| Europa      | 15 maggio 2011    | Download digitale     | Universal              | Standard Edition |
| Australia   | 15 maggio 2011    | Download digitale     | Universal              | Standard Edition |
| Germania    | 16 settembre 2011 | CD, Download digitale | Universal              | Platinum Edition |